# Motor Lublin (piłka nożna) w sezonie 2019/2020
Sezon 2019/2020 był dla Motoru Lublin 13. sezonem na czwartym szczeblu ligowym. Do czasu przerwania rozgrywek z powodu pandemii COVID-19, w dziewiętnastu rozegranych spotkaniach, Motor zdobył 36 punktów i zajmował 2. miejsce w tabeli. Zespół prowadził Mirosław Hajdo. Najlepszym strzelcem był Michał Paluch, zdobywca 9 bramek.

## Przebieg sezonu
Po zakończeniu sezonu z zespołu odszedł trener Robert Góralczyk, który objął funkcję dyrektora sportowego w II-ligowym GKS-ie Katowice. 13 czerwca 2019 związał się z klubem nową, dwuletnią umową Marcin Michota, a profesjonalny kontrakt podpisał Dawid Brzozowski, który zadebiutował w pierwszym zespole w meczu 34. kolejki poprzedniego sezonu z Wiślanami Jaśkowice w wieku 15 lat i 340 dni. 18 czerwca odszedł do Hetmana Zamość bramkarz Andrzej Sobieszczyk.
24 czerwca nowym trenerem Motoru Lublin został Mirosław Hajdo. Do treningów piłkarze Motoru powrócili 4 lipca. W przerwie letniej kontrakty z klubem podpisali Michał Grunt, Krystian Krupa, Sławomir Duda, Przemysław Koszel, Rafał Grodzicki, Adam Nowak, Rafał Kruczkowski, Tomasz Swędrowski, Dominik Kunca, Piotr Ceglarz oraz Adrian Kajpust. Z Motoru odeszli między innymi Konrad Nowak, który pełnił funkcję kapitana zespołu oraz Andrzej Sobieszczyk (do Hetmana Zamość), Szymon Rak (do Stomilu Olsztyn) i Bartosz Waleńcik (do Legionovii Legionowo).
Rundę jesienną Motor rozpoczął od trzech remisów i jednej porażki. Pierwsze zwycięstwo odniósł w domowym meczu piątej kolejki z Podhalem Nowy Targ. Po remisie z Wólczanką Wólka Pełkińska Motor zajmował dziesiąte miejsce z sześciopunktową stratą do lidera Siarki Tarnobrzeg. W listopadzie lubelski zespół wygrał cztery mecze z rzędu i rundę jesienną zakończył na trzecim miejscu z taką samą liczbą punktów co liderująca Korona II Kielce i drugi Hutnik Kraków. W przerwie zimowej drużynę opuścili Grzegorz Bonin, Tomasz Brzyski, Szymon Kamiński, Rafał Kruczkowski i Krystian Krupa.
Do treningów piłkarze Motoru powrócili 13 stycznia 2020. Do drużyny przybyli Rafał Król (poprz. Stal Kraśnik), który występował w lubelskim zespole w latach 2008–2010 oraz 2013–2016, Krzysztof Ropski (poprz. Siarka Tarnobrzeg), Krystian Kalinowski (poprz. Stal Stalowa Wola), Filip Wójcik (poprz. Stal Stalowa Wola) oraz Nazar Melnyczuk (poprz. Wołyń Łuck). Wypożyczeni zostali Michał Grunt (do KSZO 1929 Ostrowiec Świętokrzyski) oraz Adrian Kajpust (do Wisły Sandomierz). Na inaugurację rundy wiosennej Motor pokonał u siebie Chełmiankę Chełm 7:0. Ze względu na zagrożenie epidemiologiczne Polski Związek Piłki Nożnej wydał decyzję o zawieszeniu rozgrywek piłkarskich do 29 marca.
W skróconym z powodu pandemii COVID-19 sezonie 2019/2020 decyzją Lubelskiego Związku Piłki Nożnej, prowadzącego rozgrywki III ligi grupy IV, Motor uzyskał awans do II ligi. 4 czerwca 2020 ogłoszono, że nowym udziałowcem Motoru został Zbigniew Jakubas.

## Mecze sparingowe
| Data                                | Przeciwnik                        | D/W | Miejsce                    | Wynik M/P | Strzelcy                                                         | Źródło |  |
| ----------------------------------- | --------------------------------- | --- | -------------------------- | --------- | ---------------------------------------------------------------- | ------ |  |
|                                     |                                   |     |                            |           |                                                                  |        |  |
| PRZEDSEZONOWE MECZE SPARINGOWE      |                                   |     |                            |           |                                                                  |        |  |
|                                     |                                   |     |                            |           |                                                                  |        |  |
| 10 lipca 2019                       | KSZO 1929 Ostrowiec Świętokrzyski | D   | boczne boisko Areny Lublin | 1:0       | Brzyski 28' (k)                                                  | [ 40 ] |  |
| 13 lipca 2019                       | Pogoń Siedlce                     | W   | Siedlce                    | 0:1       |                                                                  | [ 41 ] |  |
| 17 lipca 2019                       | Legionovia Legionowo              | D   | boczne boisko Areny Lublin | 3:2       | Kruczkowski 28', Duda 39', Bonin 45+1'                           | [ 42 ] |  |
| 17 lipca 2019                       | Lewart Lubartów                   | D   | boczne boisko Areny Lublin | 2:1       | Michna 27' (sam), Buczek 37'                                     | [ 43 ] |  |
| 20 lipca 2019                       | Hetman Zamość                     | D   | boczne boisko Areny Lublin | 2:0       | Swędrowski 14', Buczek 80'                                       | [ 44 ] |  |
| 24 lipca 2019                       | Lublinianka                       | D   | boczne boisko Areny Lublin | 3:2       | Brzozowski 19', zawodnik testowany 22', Nowak 39'                | [ 45 ] |  |
| 24 lipca 2019                       | Broń Radom                        | D   | boczne boisko Areny Lublin | 1:1       | Grodzicki 11'                                                    | [ 46 ] |  |
| 27 lipca 2019                       | Legia II Warszawa                 | D   | boczne boisko Areny Lublin | 1:4       | Kruczkowski 66'                                                  | [ 47 ] |  |
| 3 sierpnia 2019                     | Victoria Żmudź                    | D   | boczne boisko Areny Lublin | 5:0       | Nowak 5', Darmochwał 25', Paluch 39', Kruczkowski 68', Grunt 85' | [ 48 ] |  |
|                                     |                                   |     |                            |           |                                                                  |        |  |
| MECZE SPARINGOWE W PRZERWIE ZIMOWEJ |                                   |     |                            |           |                                                                  |        |  |
|                                     |                                   |     |                            |           |                                                                  |        |  |
| 22 stycznia 2020                    | Górnik Łęczna                     | W   | Łęczna                     | 2:2       | Ropski 49', 78'                                                  | [ 49 ] |  |
| 25 stycznia 2020                    | Resovia                           | W   | Rzeszów                    | 0:0       |                                                                  | [ 50 ] |  |
| 29 stycznia 2020                    | Stal Rzeszów                      | W   | Rzeszów                    | 2:3       | Ropski 15', Wójcik 87'                                           | [ 51 ] |  |
| 1 lutego 2020                       | Hetman Zamość                     | W   | Zamość                     | 0:1       |                                                                  | [ 52 ] |  |
| 8 lutego 2020                       | Legionovia Legionowo              | W   | Legionowo                  | 1:1       | Rymek 90'                                                        | [ 53 ] |  |
| 15 lutego 2020                      | KSZO 1929 Ostrowiec Świętokrzyski | W   | Ostrowiec Świętokrzyski    | 3:1       | Kunca 31' (k), Rymek 44', Wójcik 90+3'                           | [ 54 ] |  |
| 22 lutego 2020                      | Wisła Puławy                      | W   | Puławy                     | 3:1       | Król 18', Rymek 24', Darmochwał 85'                              | [ 55 ] |  |
| 29 lutego 2020                      | Tomasovia Tomaszów Lubelski       | D   | boczne boisko Areny Lublin | 2:1       | Nowak 74', Darmochwał 88'                                        | [ 56 ] |  |
|                                     |                                   |     |                            |           |                                                                  |        |  |
| PO ZAKOŃCZENIU SEZONU               |                                   |     |                            |           |                                                                  |        |  |
|                                     |                                   |     |                            |           |                                                                  |        |  |
| 5 czerwca 2020                      | Siarka Tarnobrzeg                 | W   | Tarnobrzeg                 | 4:0       | Grodzicki 13', Król 19', Kumoch 53', zawodnik testowany 66'      | [ 57 ] |  |
| 10 czerwca 2020                     | Unia Tarnów                       | D   | boczne boisko Areny Lublin | 4:0       | Rymek 62', 75', Ropski 82', zawodnik testowany 88'               | [ 58 ] |  |

## Tabela
| Poz | Klub                      | M  | Pkt | Bz | Bs |
| --- | ------------------------- | -- | --- | -- | -- |
| 1.  | Motor Lublin              | 19 | 36  | 36 | 16 |
| 2.  | Hutnik Kraków             | 19 | 36  | 34 | 27 |
| 3.  | Wólczanka Wólka Pełkińska | 19 | 35  | 27 | 16 |
| 4.  | Korona II Kielce          | 19 | 34  | 38 | 26 |
| 5.  | Siarka Tarnobrzeg         | 19 | 30  | 30 | 23 |

## Mecze ligowe w sezonie 2019/2020
| Data                              | Przeciwnik                        | D/W              | Miejsce            | Wynik M/P                                                | Strzelcy                                                                   | Widzów                                                   | Źródło                                                   |
| --------------------------------- | --------------------------------- | ---------------- | ------------------ | -------------------------------------------------------- | -------------------------------------------------------------------------- | -------------------------------------------------------- | -------------------------------------------------------- |
|                                   |                                   |                  |                    |                                                          |                                                                            |                                                          |                                                          |
| RUNDA JESIENNA                    |                                   |                  |                    |                                                          |                                                                            |                                                          |                                                          |
|                                   |                                   |                  |                    |                                                          |                                                                            |                                                          |                                                          |
| 11 sierpnia 2019                  | Stal Kraśnik                      | W                | Kraśnik            | 1:2                                                      | Swędrowski 18'                                                             | 1000                                                     | [ 59 ]                                                   |
| 15 sierpnia 2019                  | Chełmianka Chełm                  | W                | Stadion Chełmianki | 1:1                                                      | Darmochwał 69'                                                             | 800                                                      | [ 60 ]                                                   |
| 18 sierpnia 2019                  | Orlęta Radzyń Podlaski            | D                | Arena Lublin       | 0:0                                                      |                                                                            | 2102                                                     | [ 61 ]                                                   |
| 24 sierpnia 2019                  | Avia Świdnik                      | W                | Świdnik            | 1:1                                                      | Duda 4'                                                                    | 1200                                                     | [ 62 ]                                                   |
| 28 sierpnia 2019                  | Podhale Nowy Targ                 | D                | Arena Lublin       | 2:1                                                      | Duda 48', Paluch 85'                                                       | 1504                                                     | [ 63 ]                                                   |
| 1 września 2019                   | Wólczanka Wólka Pełkińska         | D                | Arena Lublin       | 0:0                                                      |                                                                            | 1553                                                     | [ 64 ]                                                   |
| 15 września 2019                  | Wisła Sandomierz                  | W                | Stadion Wisły      | 2:0                                                      | Grunt 47', Paluch 90+4'                                                    | 500                                                      | [ 65 ]                                                   |
| 21 września 2019                  | Jutrzenka Giebułtów               | W                | Zabierzów          | 0:1                                                      |                                                                            | 150                                                      | [ 66 ]                                                   |
| 25 września 2019                  | Podlasie Biała Podlaska           | D                | Arena Lublin       | 4:1                                                      | Kunca 45+1', Paluch 65', 80', Nowak 90+2'                                  | 1180                                                     | [ 67 ]                                                   |
| 29 września 2019                  | Sokół Sieniawa                    | W                | Sieniawa           | 0:0                                                      |                                                                            | 400                                                      | [ 68 ]                                                   |
| 5 października 2019               | Wisła Puławy                      | D                | Arena Lublin       | 4:1                                                      | Kunca 19', Paluch 41', 72', Kumoch 88'                                     | 1489                                                     | [ 69 ]                                                   |
| 12 października 2019              | Siarka Tarnobrzeg                 | W                | Tarnobrzeg         | 2:1                                                      | Swędrowski 39', Paluch 68'                                                 |                                                          | [ 70 ]                                                   |
| 19 października 2019              | Korona II Kielce                  | D                | Arena Lublin       | 4:4                                                      | Paluch 29', Ceglarz 33', 45+1', Swędrowski 52'                             | 2078                                                     | [ 71 ]                                                   |
| 26 października 2019              | Hutnik Kraków                     | W                | Stadion Hutnika    | 0:1                                                      |                                                                            | 850                                                      | [ 72 ]                                                   |
| 2 listopada 2019                  | Wisłoka Dębica                    | D                | Arena Lublin       | 1:0                                                      | Grunt 79'                                                                  | 1847                                                     | [ 73 ]                                                   |
| 9 listopada 2019                  | KSZO 1929 Ostrowiec Świętokrzyski | W                | Stadion KSZO       | 1:0                                                      | Swędrowski 48'                                                             | 1000                                                     | [ 74 ]                                                   |
| 16 listopada 2019                 | Hetman Zamość                     | D                | Arena Lublin       | 4:1                                                      | Kunca 15', 43', 71', Duda 19'                                              | 2443                                                     | [ 75 ]                                                   |
| 23 listopada 2019                 | Stal Kraśnik                      | D                | Arena Lublin       | 2:1                                                      | Łukasik 4', Swędrowski 16'                                                 | 1219                                                     | [ 24 ]                                                   |
|                                   |                                   |                  |                    |                                                          |                                                                            |                                                          |                                                          |
| RUNDA WIOSENNA                    |                                   |                  |                    |                                                          |                                                                            |                                                          |                                                          |
|                                   |                                   |                  |                    |                                                          |                                                                            |                                                          |                                                          |
| 7 marca 2020                      | Chełmianka Chełm                  | D                | Arena Lublin       | 7:0                                                      | Chichocki 35', Ceglarz 56', Król 59', 71', Darmochwał 82', 88', Paluch 84' | 2737                                                     | [ 36 ]                                                   |
|                                   | Orlęta Radzyń Podlaski            | W                | Radzyń Podlaski    | Mecze odwołane ze względu na zagrożenie epidemiologiczne | Mecze odwołane ze względu na zagrożenie epidemiologiczne                   | Mecze odwołane ze względu na zagrożenie epidemiologiczne | Mecze odwołane ze względu na zagrożenie epidemiologiczne |
| Avia Świdnik                      | D                                 | Arena Lublin     |                    | Mecze odwołane ze względu na zagrożenie epidemiologiczne | Mecze odwołane ze względu na zagrożenie epidemiologiczne                   | Mecze odwołane ze względu na zagrożenie epidemiologiczne | Mecze odwołane ze względu na zagrożenie epidemiologiczne |
| Podhale Nowy Targ                 | W                                 | Nowy Targ        |                    | Mecze odwołane ze względu na zagrożenie epidemiologiczne | Mecze odwołane ze względu na zagrożenie epidemiologiczne                   | Mecze odwołane ze względu na zagrożenie epidemiologiczne | Mecze odwołane ze względu na zagrożenie epidemiologiczne |
| Wólczanka Wólka Pełkińska         | W                                 | Wólka Pełkińska  |                    | Mecze odwołane ze względu na zagrożenie epidemiologiczne | Mecze odwołane ze względu na zagrożenie epidemiologiczne                   | Mecze odwołane ze względu na zagrożenie epidemiologiczne | Mecze odwołane ze względu na zagrożenie epidemiologiczne |
| Podlasie Biała Podlaska           | W                                 | Stadion Podlasia |                    | Mecze odwołane ze względu na zagrożenie epidemiologiczne | Mecze odwołane ze względu na zagrożenie epidemiologiczne                   | Mecze odwołane ze względu na zagrożenie epidemiologiczne | Mecze odwołane ze względu na zagrożenie epidemiologiczne |
| Wisła Sandomierz                  | D                                 | Arena Lublin     |                    | Mecze odwołane ze względu na zagrożenie epidemiologiczne | Mecze odwołane ze względu na zagrożenie epidemiologiczne                   | Mecze odwołane ze względu na zagrożenie epidemiologiczne | Mecze odwołane ze względu na zagrożenie epidemiologiczne |
| Jutrzenka Giebułtów               | D                                 | Arena Lublin     |                    | Mecze odwołane ze względu na zagrożenie epidemiologiczne | Mecze odwołane ze względu na zagrożenie epidemiologiczne                   | Mecze odwołane ze względu na zagrożenie epidemiologiczne | Mecze odwołane ze względu na zagrożenie epidemiologiczne |
| Sokół Sieniawa                    | D                                 | Arena Lublin     |                    | Mecze odwołane ze względu na zagrożenie epidemiologiczne | Mecze odwołane ze względu na zagrożenie epidemiologiczne                   | Mecze odwołane ze względu na zagrożenie epidemiologiczne | Mecze odwołane ze względu na zagrożenie epidemiologiczne |
| Wisła Puławy                      | W                                 | Stadion Wisły    |                    | Mecze odwołane ze względu na zagrożenie epidemiologiczne | Mecze odwołane ze względu na zagrożenie epidemiologiczne                   | Mecze odwołane ze względu na zagrożenie epidemiologiczne | Mecze odwołane ze względu na zagrożenie epidemiologiczne |
| Siarka Tarnobrzeg                 | D                                 | Arena Lublin     |                    | Mecze odwołane ze względu na zagrożenie epidemiologiczne | Mecze odwołane ze względu na zagrożenie epidemiologiczne                   | Mecze odwołane ze względu na zagrożenie epidemiologiczne | Mecze odwołane ze względu na zagrożenie epidemiologiczne |
| Korona II Kielce                  | W                                 | Kielce           |                    | Mecze odwołane ze względu na zagrożenie epidemiologiczne | Mecze odwołane ze względu na zagrożenie epidemiologiczne                   | Mecze odwołane ze względu na zagrożenie epidemiologiczne | Mecze odwołane ze względu na zagrożenie epidemiologiczne |
| Hutnik Kraków                     | D                                 | Arena Lublin     |                    | Mecze odwołane ze względu na zagrożenie epidemiologiczne | Mecze odwołane ze względu na zagrożenie epidemiologiczne                   | Mecze odwołane ze względu na zagrożenie epidemiologiczne | Mecze odwołane ze względu na zagrożenie epidemiologiczne |
| Wisłoka Dębica                    | W                                 | Stadion Wisłoki  |                    | Mecze odwołane ze względu na zagrożenie epidemiologiczne | Mecze odwołane ze względu na zagrożenie epidemiologiczne                   | Mecze odwołane ze względu na zagrożenie epidemiologiczne | Mecze odwołane ze względu na zagrożenie epidemiologiczne |
| KSZO 1929 Ostrowiec Świętokrzyski | D                                 | Arena Lublin     |                    | Mecze odwołane ze względu na zagrożenie epidemiologiczne | Mecze odwołane ze względu na zagrożenie epidemiologiczne                   | Mecze odwołane ze względu na zagrożenie epidemiologiczne | Mecze odwołane ze względu na zagrożenie epidemiologiczne |
| Hetman Zamość                     | W                                 | Stadion Hetmana  |                    | Mecze odwołane ze względu na zagrożenie epidemiologiczne | Mecze odwołane ze względu na zagrożenie epidemiologiczne                   | Mecze odwołane ze względu na zagrożenie epidemiologiczne | Mecze odwołane ze względu na zagrożenie epidemiologiczne |

## Kadra
| Numer      | Zawodnik             | Data ur.   | Występy        | Bramki         |                |                | Występy        | Bramki         |                |                | Występy   | Bramki    | Poprzedni klub                    |
| Numer      | Zawodnik             | Data ur.   | RUNDA JESIENNA | RUNDA JESIENNA | RUNDA JESIENNA | RUNDA JESIENNA | RUNDA WIOSENNA | RUNDA WIOSENNA | RUNDA WIOSENNA | RUNDA WIOSENNA | SEZON     | SEZON     | Poprzedni klub                    |
| Bramkarze  | Bramkarze            | Bramkarze  | Bramkarze      | Bramkarze      | Bramkarze      | Bramkarze      | Bramkarze      | Bramkarze      | Bramkarze      | Bramkarze      | Bramkarze | Bramkarze | Bramkarze                         |
| ---------- | -------------------- | ---------- | -------------- | -------------- | -------------- | -------------- | -------------- | -------------- | -------------- | -------------- | --------- | --------- | --------------------------------- |
| 1          | Adrian Olszewski     | 28.06.1993 | 13             |                | 2              |                | 1              |                |                |                | 14        |           | KSZO Ostrowiec Świętokrzyski      |
| 31         | Krystian Kalinowski  | 30.01.1999 | —              | —              | —              | —              |                |                |                |                |           |           | Stal Stalowa Wola                 |
| 33         | Rafał Strączek       | 12.02.1999 | 5              |                | 1              |                | —              | —              | —              | —              | 5         |           | Stal Mielec                       |
| Obrońcy    |                      |            |                |                |                |                |                |                |                |                |           |           |                                   |
| 4          | Adrian Kajpust       | 8.04.1999  | 8 (2)          |                |                |                | —              | —              | —              | —              | 8 (2)     |           | Wólczanka Wólka Pełkińska         |
| 14         | Maksymilian Cichocki | 9.09.1999  | 6 (2)          |                | 1              |                | 1              | 1              |                |                | 7 (2)     | 1         | wychowanek                        |
| 15         | Nazar Melnyczuk      | 24.02.1995 | —              | —              | —              | —              |                |                |                |                |           |           | Wołyń Łuck                        |
| 17         | Tomasz Brzyski       | 10.01.1982 | 14             |                | 4              |                | —              | —              | —              | —              | 14        |           | Sandecja Nowy Sącz                |
| 19         | Marcin Michota       | 8.07.1997  | 10 (4)         |                | 1              |                | 1              |                |                |                | 11 (4)    |           | wychowanek                        |
| 20         | Konrad Gruszkowski   | 27.01.2001 | 12 (1)         |                |                |                | 1              |                |                |                | 13 (1)    |           | Wisła Kraków                      |
| 24         | Dariusz Łukasik      | 24.03.1995 | 7 (1)          | 1              | 2              |                |                |                |                |                | 7 (1)     | 1         | Sandecja Nowy Sącz                |
| 51         | Rafał Grodzicki      | 28.10.1983 | 18             |                | 3              |                | 1              |                |                |                | 19        |           | Stal Mielec                       |
| Pomocnicy  |                      |            |                |                |                |                |                |                |                |                |           |           |                                   |
| 6          | Tomasz Swędrowski    | 25.11.1993 | 17             | 5              | 4              |                | 1              |                |                |                | 18        | 5         | Bytovia Bytów                     |
| 7          | Sławomir Duda        | 2.08.1989  | 17             | 3              | 7              | 1              | 1              |                |                |                | 18        |           | Bytovia Bytów                     |
| 8          | Piotr Darmochwał     | 19.06.1991 | 5 (7)          | 1              | 3              |                | 0 (1)          | 2              |                |                | 5 (8)     | 3         | Avia Świdnik                      |
| 10         | Rafał Król           | 16.01.1989 | —              | —              | —              | —              | 1              | 2              |                |                | 1         | 2         | Stal Kraśnik                      |
| 11         | Adam Nowak           | 10.02.1994 | 7 (9)          | 1              |                |                | 0 (1)          |                |                |                | 7 (10)    | 1         | Stal Rzeszów                      |
| 15         | Grzegorz Bonin       | 2.12.1983  | 9 (5)          |                | 2              |                | —              | —              | —              | —              | 9 (5)     |           | Górnik Łęczna                     |
| 17         | Filip Wójcik         | 11.04.1997 | —              | —              | —              | —              |                |                |                |                |           |           | Stal Stalowa Wola                 |
| 21         | Kamil Kumoch         | 31.10.2000 | 9 (4)          | 1              | 2              |                | 0 (1)          |                |                |                | 9 (5)     |           | wychowanek                        |
| 23         | Bartosz Rymek        | 29.05.1999 | 3 (10)         |                | 1              |                | 0 (1)          |                |                |                | 3 (11)    |           | Lechia Tomaszów Mazowiecki        |
| 23         | Szymon Kamiński      | 30.01.1998 | 0 (2)          |                |                |                | —              | —              | —              | —              | 0 (2)     |           | wychowanek                        |
| 64         | Rafał Kruczkowski    | 19.02.1998 | 0 (5)          |                |                |                | —              | —              | —              | —              | 0 (5)     |           | Huragan Morąg                     |
| 77         | Piotr Ceglarz        | 29.06.1992 | 6 (7)          | 2              |                |                | 1              | 1              |                |                | 7 (7)     | 3         | Stal Rzeszów                      |
| Napastnicy |                      |            |                |                |                |                |                |                |                |                |           |           |                                   |
| 9          | Krzysztof Ropski     | 14.09.1996 | —              | —              | —              | —              | 1              |                |                |                | 1         |           | Siarka Tarnobrzeg                 |
| 11         | Michał Grunt         | 10.09.1993 | 7 (5)          | 2              | 3              |                | —              | —              | —              | —              | 7 (5)     | 2         | KSZO 1929 Ostrowiec Świętokrzyski |
| 25         | Dominik Kunca        | 4.03.1992  | 15 (3)         | 5              | 3              |                | 1              |                | 1              |                | 16 (3)    | 5         | MFK Ružomberok                    |
| 94         | Michał Paluch        | 14.02.1994 | 10 (5)         | 8              | 3              |                | 0 (1)          | 1              |                |                | 10 (6)    | 9         | Hetman Zamość                     |